# Ланцова, Анна Григорьевна
Анна Григорьевна Ланцова (1925—1979) — звеньевая совхоза «Советская Россия» Аксайского района Ростовской области. Герой Социалистического Труда (1976), депутат Верховного Совета РСФСР 7 и 9 созывов.

## Биография
Анна Ланцова родилась в 1925 году в селе Лиманы Ипатовского района Ставропольского края в крестьянской семье. В 1939 году окончила неполную среднюю школу, работала в местном колхозе имени Ленина.
После окончания в 1939 году неполной средней школы стала работать в местном колхозе имени Ленина. В 1946 году вместе с семьей переехала в совхоз «Советская Россия» Аксайского района (хутор Ленина). В том же году поступила рабочей в овощеводческую бригаду. Её наставницей была звеньевая Анисья Леонтьевна Калиткина. Более 15 лет Анна Григорьевна работала рядовым овощеводом, добросовестным трудом завоевала всеобщее уважение. Мать троих детей она стала членом товарищеского суда совхоза.
В 1962 году, после ухода Анисьи Леонтьевны на пенсию, Анна Григорьевна возглавила овощеводческое звено и проработала на этой должности до конца жизни. Возглавляя важный участок совхозного производства, проявила себя замечательным организатором, умелым воспитателем коллектива, все силы и знания отдавала любимому делу. На протяжении многих лет являлась наставником молодежи, воспитала и обучила множество молодых овощеводов.
В 1976 году овощеводы Аксайского района приняли решение, по примеру соседей из Волгоградской области получить по 500 центнеров огородной продукции с каждого гектара плантаций. Звено Ланцовой эту задачу выполнило, получив по 526 центнеров овощей с гектара. Её ударный труд был высоко оценен Родиной.
Указом Президиума Верховного Совета СССР от 23 декабря 1976 года за выдающиеся успехи, достигнутые во Всесоюзном социалистическом соревновании, проявленную трудовую доблесть при выполнении планов и социалистических обязательств по увеличению производства и продажи государству зерна и других сельскохозяйственных продуктов в 1976 году Ланцовой Анне Григорьевне присвоено звание Героя Социалистического Труда с вручением ордена Ленина и золотой медали «Серп и Молот».
Анна Григорьевна вспоминала:
Это незабываемо. Меня избрали на Всесоюзный съезд профсоюзов на областной профсоюзной конференции. 19 марта поездом «Тихий Дон» уехали в Москву. Жила я в гостинице «Москва» вместе с Героем Социалистического Труда Н. В. Переверзевой. Никогда не забуду речь Генерального секретаря ЦК КПСС Л.И. Брежнева в день открытия съезда. Особенно его слова благодарности в адрес женщин. И это верно, мы работаем в поле, на ферме и дома. А забота партии и правительства о том, чтобы облегчить наш труд вдохновляет нас.
За многолетний добросовестный труд и значительный вклад в развитие овощеводства в стране Анна Григорьевна Ланцова была награждена также вторым орденом Ленина, орденом Трудового Красного Знамени, ленинской юбилейной медалью, золотой и бронзовой медалями ВДНХ СССР.
Помимо плодотворной трудовой деятельности она избиралась депутатом Верховного Совета РСФСР седьмого и девятого созывов, Аксайского районного Совета народных депутатов, членом Ростовского обкома КПСС.
Умерла 30 августа 1979 года в поле во время работы. Похоронена в городе Аксай Ростовской области.